# Barthélemy Arnoldi
Pour les articles homonymes, voir Arnoldi.
Barthélemy Arnoldi est un moine et philosophe allemand né à Usingen vers 1465 et mort à Erfurt en 1532.

## Biographie
Un des plus habiles philosophes du XVIe, il fut l'avocat le plus vigoureux de l'école scolastique. Maître et ami de Luther, il voyagea avec lui lorsque ce dernier revint du congrès d'Erfurt en 1518. Mais Luther ne put jamais le convaincre et Arnoldi finit par l'attaquer dans son Sermo de Sacerdotio, origine de la longue controverse qui l'opposa à Culsheimer et Lang.
En 1526, il quitta Erfurt avec le reste du clergé catholique et se retira à Wurzbourg. En 1530, il assista à la confession d'Augsbourg.
Lorsque les catholiques furent rétablis à Erfurt, il les accompagna et mourut dans cette ville au couvent des Augustins.

## Œuvres
- Compendium totius Logyce breuis (1517)